# Benoît Valentin
Benoît Valentin (Écully, 8 dicembre 1992) è un ex sciatore freestyle francese, specialista nell'halfpipe.

## Biografia
In Coppa del Mondo ha esordito l'13 gennaio 2008 a Les Contamines (22º) e ha ottenuto il primo podio il 21 gennaio 2011 a Kreischberg (2º).
In carriera ha preso parte a un'edizione dei Giochi olimpici invernali, Soči 2014 (10º nell'halfpipe), e a una dei Campionati mondiali (8º a Park City 2011).

## Palmarès

### Winter X Games
- 1 medaglia:
  - 1 bronzo (superpipe ad Aspen 2016)

### Coppa del Mondo
- Miglior piazzamento in classifica generale: 8º nel 2016
- Vincitore della Coppa del Mondo di halfpipe nel 2011
- 10 podi:
  - 4 secondi posti
  - 6 terzi posti